# São Pedro do Piauí
São Pedro do Piauí là một đô thị thuộc bang Piauí, Brasil. Đô thị này có diện tích 525,723 km², dân số năm 2007 là 13093 người, mật độ 24,9 người/km².